# بارتوش کیزیروفسکی
بارتوش کیزیروفسکی (به انگلیسی: Bartosz Kizierowski) (زادهٔ ۲۰ فوریهٔ ۱۹۷۷) شناگر اهل لهستان است.